# Ben Johnson (atleet)
Benjamin Sinclair (Ben) Johnson, Jr. (Falmouth, 30 december 1961) is een voormalige atleet uit Canada, die gespecialiseerd was in de sprint. Hij nam deel aan drie Olympische Spelen, waarop hij in 1984 twee bronzen medailles veroverde, maar hij is voornamelijk bekend geworden door zijn diskwalificatie wegens dopinggebruik, nadat hij de 100 meterfinale had gewonnen tijdens de Olympische Spelen van 1988.

## Biografie

### Aanvang carrière
Johnson werd geboren in Falmouth in Jamaica. Om de armoede te ontlopen, emigreerde hij met zijn moeder in 1976 naar Canada. Daar was hij meteen succesvol als atleet. Hij baarde met name opzien door zijn starttechniek waarbij hij met beide benen uit het startblok sprong, waardoor hij gelijk de eerste meters een voorsprong had ten opzichte van zijn tegenstanders. Zijn internationale debuut maakte hij op de wereldkampioenschappen van 1983. Hij werd uitgeschakeld in de halve finale van de 100 m.
Een jaar later haalde Johnson de finale van de 100 m tijdens de Olympische Spelen van 1984, die in Los Angeles werden gehouden. Hij eindigde daar als derde achter Carl Lewis. Hij won ook nog brons met het Canadese estafetteteam bij de 4 × 100 m estafette.

### Dopingschandaal
Tijdens de WK van 1987, die in Rome werden gehouden, werd Johnson in één klap een beroemdheid door Lewis te verslaan in de finale in een wereldrecordtijd van 9,83 s. Johnson en Lewis waren de favorieten voor de titel tijdens de Spelen van 1988. In de finale versloeg Johnson Lewis opnieuw. Wederom ging dit gepaard met een verbetering van het wereldrecord; hij zette een tijd van 9,79 s op de klokken. Een paar dagen later werden er echter anabole steroïden (m.n. stanozolol) in zijn urinemonster aangetroffen. Hij werd hierop gediskwalificeerd wegens dopinggebruik.
Johnson gaf later toe dat hij ook tijdens zijn recordrace in 1987 al steroïden gebruikt had. De IAAF besloot hierop ook dit record uit de boeken te verwijderen. Een onderzoek van de Canadese atletiekbond bracht Johnsons coach Charlie Francis tot de bekentenis, dat hij de atleet met het verboden middel in aanraking had gebracht. De coach werd voor het leven geschorst.

### Comeback
In 1991 probeerde Johnson na zijn schorsing een comeback te maken, maar zonder succes. Hij behaalde slechts de halve finale van de Olympische Spelen van Barcelona in 1992. In 1993 werd hij in Montréal betrapt op het gebruik van doping tijdens een wedstrijd en werd levenslang door de IAAF geschorst, omdat dit de tweede maal was. De minister van sport van Canada noemde dit een schande voor het land en stelde Ben Johnson voor, dat hij weer terug naar Jamaica zou verhuizen. Johnson reageerde dat dit de walgelijkste opmerking was die hij ooit had gehoord.

### Jaren negentig en later
Volgens een artikel in het tijdschrift Outside woonde Johnson het grootste gedeelte van de jaren negentig beneden in het huis van zijn moeder en zus. Hij besteedde daar zijn vrije tijd aan lezen, het kijken naar films, stripboeken van Road Runner en zijn moeder naar de kerk brengen. Hij beweert dat hij zijn Ferrari is kwijtgeraakt, nadat hij deze als onderpand voor de huur had gegeven.
In mei 2005 lanceerde hij zijn eigen kledinglijn, genaamd Ben Johnson Collection, met als motto Catch Me. In januari 2006 gaf hij in een interview aan, dat hij in Seoel misleid was en dat nog altijd 40% van de sporters verboden middelen gebruikte.
In maart 2006 maakte Johnson reclame voor de energiedrank Cheetah Power Surge. Sommige tegenstanders vroegen zich af, of Johnson wel de geschikte persoon was om voor dit drankje reclame te maken, gezien zijn steroïdengebruik in het verleden.

## Titels
- Wereldindoorkampioen 60 m – 1985
- Gemenebestkampioen 100 m – 1986
- Gemenebestkampioen 4 x 100 m – 1986
- Goodwill Games kampioen 100 m - 1986
- Canadees kampioen 100 m - 1984, 1985, 1986, 1987, 1988
- Canadees kampioen 200 m - 1985, 1987

## Persoonlijke records
Outdoor
| Onderdeel | Prestatie        | Datum           | Plaats |
| --------- | ---------------- | --------------- | ------ |
| 100 m     | 9,95 (+0,8 m/s)  | 9 juli 1986     | Moskou |
| 200 m     | 20,41 (+0,5 m/s) | 4 augustus 1985 | Ottawa |

Indoor
| Onderdeel | Prestatie    | Datum            | Plaats          |
| --------- | ------------ | ---------------- | --------------- |
| 50 m      | 5,69         | 25 februari 1984 | Toronto         |
| 55 m      | 6,05         | 8 februari 1986  | East Rutherford |
| 60 m      | 6,50 (ex-WR) | 15 januari 1986  | Osaka           |

## Palmares

### 60 m
- 1985:  WK indoor - 6,62 s

### 100 m
- 1982:  Gemenebestspelen - 10,05 s
- 1983: 7e in ½ fin. WK - 10,44 s (in ¼ fin. 10,40 s)
- 1984:  Canadese kamp. - 10,01 s (RW)
- 1984:  OS - 10,22 s
- 1985:  Canadese kamp. - 10,02 s (RW)
- 1985:  Wereldbeker - 10,20 s
- 1986:  Canadese kamp. - 10,07 s
- 1986:  Gemenebestspelen - 10,07 s
- 1986:  Goodwill Games - 9,95 s
- 1986:  IAAF Grand Prix Finale - 10,02 s
- 1987:  Canadese kamp. - 9,98 s
- 1987:  WK - 9,83 s (WR)
- 1988:  Canadese kamp. - 9,90 s (RW)
- 1988:  OS - 9,79 s (WR)
- 1992: 8e in ½ fin. OS - 10,70 s (in ¼ fin. 10,30 s)

### 200 m
- 1985:  Canadese kamp. - 20,41 s
- 1986:  Gemenebestspelen - 20,64 s
- 1987:  Canadese kamp. - 20,93 s

### 4 x 100 m
- 1984:  OS - 38,70 s
- 1991: 8e WK - 39,51

- Bibliothèque nationale de France: cb12253151q (data)
- Gemeinsame Normdatei: 1304152529
- World Athletics: 14348248
- International Standard Name Identifier: 0000 0000 7895 0111
- Library of Congress Control Number: nb2008020061
- Nationale Bibliotheek van Letland: 000350651
- Bibliotheek van het Japanse parlement: 00620891
- Nederlandse Thesaurus van Auteursnamen: 363645284
- SNAC: w6cd648w
- Système universitaire de documentation: 031286445
- Virtual International Authority File: 73387308
- WorldCat: E39PBJwCTcyMMTqjD9VDKfjt8C